# Delphinium disjunctum
Delphinium disjunctum är en ranunkelväxtart som beskrevs av Joseph Andorfer Ewan. Delphinium disjunctum ingår i släktet storriddarsporrar, och familjen ranunkelväxter. Inga underarter finns listade i Catalogue of Life.